# Bacteria sakai
Bacteria sakai är en insektsart som beskrevs av Bates 1865. Bacteria sakai ingår i släktet Bacteria och familjen Diapheromeridae. Inga underarter finns listade.